# (36801) 2000 SZ49
2000 SZ49 (asteroide 36801) é um asteroide da cintura principal. Possui uma excentricidade de 0.07314010 e uma inclinação de 4.05614º.
Este asteroide foi descoberto no dia 23 de setembro de 2000 por LINEAR em Socorro.